# Слобода (Сухиницький район)
Слобода (рос. Слобода) — присілок в Сухиницькому районі Калузької області Російської Федерації.
Населення становить 7 осіб. Входить до складу муніципального утворення Присілок Верхова.

## Історія
Від 2004 року входить до складу муніципального утворення Присілок Верхова

## Населення
| 2002 | 2010 |
| ---- | ---- |
| 9    | ↘7   |